# 被告人
被告人（）とは、犯罪の嫌疑を受けて起訴された者。
被告人は、日本を含む英米法系刑事訴訟においては、原告である検察官と並び、その相手方たる当事者として位置付けられている。
なお、被告とは民事裁判において訴えを提起された者のことを指し、「被告人」と「被告」は異なる用語である。

## 概要
被告人は、捜査機関によって犯罪の嫌疑を受け、検察官によって公訴提起をされた者であり、刑事裁判の審判対象となっている者である。犯罪の嫌疑を受け捜査の対象になっていながら未だ公訴の提起を受けていない者を「被疑者」という。
現在の日本の刑事訴訟法においては、検察官と被告人は対等の当事者である。もっとも、当事者ではあるものの、原則として挙証責任を負うことはない。これに関連し、捜査段階における黙秘権、公判における自己負罪拒否特権が重要な憲法（同第38条）上の権利として与えられている。また、対等とはいえ、現実の法的な攻撃防御能力には大きな差があるため、弁護人を選任することが認められ、必要的弁護事件においては弁護人が必ず選任される。
なお、被告人は勾留されている場合があるが、必ずしも身体的拘束を受けているとは限らず、勾留されていない場合もある。勾留された被告人をはじめ、被逮捕者、被勾留者等を総称して未決拘禁者（みけつこうきんしゃ）と呼ぶ。また、勾留されずに起訴された場合、「在宅起訴」と呼ばれる。
被告人は、犯罪の嫌疑を受けている者であるが、法的には未だ無罪の推定が働いている存在である。

## 被告人の権利自由
被告人は、無罪の推定が働いているため、原則としては自由な存在である。しかし、刑事裁判の当事者であることから、一定の範囲で権利・自由に制限が課せられることがある。
罪証隠滅や逃亡のおそれのある者については、裁判官の命令又は裁判所の決定により、勾留がなされる。未決拘禁者の場合、逃亡及び罪証隠滅の防止の目的から拘束され身体・行動の自由に大幅な制限が加えられている。外部の者との信書の発受や面会に制限が加えられることもある。また、他罪で逮捕・勾留されている場合の接見指定など捜査のために制限される場合もある。
逮捕・勾留されず在宅起訴を受けた被告人や、逮捕・勾留されたが保釈された被告人は、身体を拘束されていないことから自宅においては自由に活動できるなど、未決拘禁者に比べ権利・自由への制限は小さい。

## 報道による用法
日本語における報道では、起訴され被告人となった状態の個人について報じる際に、その氏名の後に「被告」という呼称を付け、呼び捨てを避ける用法が一般的になっている。被告人が刑の確定した後、再審請求を求めた場合などは「元被告」と付ける場合もある。
明治以来、新聞は犯罪被疑者を呼び捨てで表記するのが慣例であり、昭和40年代（1960年代後半～70年代前半）のマスコミも、起訴された刑事被告人について実名で報じる際は、NHKなどほぼ全部のマスコミが実名の呼び捨て（「氏」などは付けない。）であった。これが昭和50年代（1970年代後半～80年代前半）になると、呼び捨てを避ける策として、呼称として実名の後に付ける「被告」が用いられ始め、現在に至っている。被疑者が逮捕された時点で実名に「容疑者」を付けるのが一般化したのは1989年で、それより早く裁判での「○○被告」表記・呼称が採用されたのは、この時期に免田事件で戦後初となる死刑囚の再審が認められ無罪判決が出たり、ロッキード事件で元首相の田中角栄の裁判があったりしたため、それぞれ冤罪被害者や元首相の呼び捨てを続けることに不都合が生じたことなどが理由として指摘されている。
一方、報道では法律上の「被告人」を「被告」に置き換えることもルールとして定められている。「被告3人が起訴内容認める」、「この被告は起訴内容を認めなかった」など、ある裁判を報じる際に具体的な被告人のことについて記述する際に場合によって用いられる。公判での「被告人を無期懲役に処する」「被告人は反省している」などの判決文や発言内容、「被告人質問」「疑わしきは被告人の利益に」などの一般的な用語、用法が「被告」に置き換わることは少ない。
被告人の「人」をあえて削った理由としては、字数の節約とも、テレビ・ラジオ等の音声メディアにおいて「非国民」と聴こえてしまうため、とも言われる。本来の被告は民事裁判で用いられる言葉である。刑事裁判の被告人と民事裁判の被告を同じ「被告」で表記する結果、民事裁判で訴えられた者が「被告」と呼ばれ、「犯罪者と一緒にするな」という誤解がたびたび起こっている。(もっとも、被告人は、前述のとおり、無罪推定の原則があるため、裁判確定までは、犯罪者ときまったわけではないのだが）
法曹関係者が「被告」を法律用語の誤用だと批判するケースもある。ただ前述のとおり報道においても法律用語の「被告人質問」などを「被告質問」などと書き換えているわけではなく、法律上も被告人となった個人に対する呼称について「○○被告人」としなければならないルールはない。